# Salamanská škola

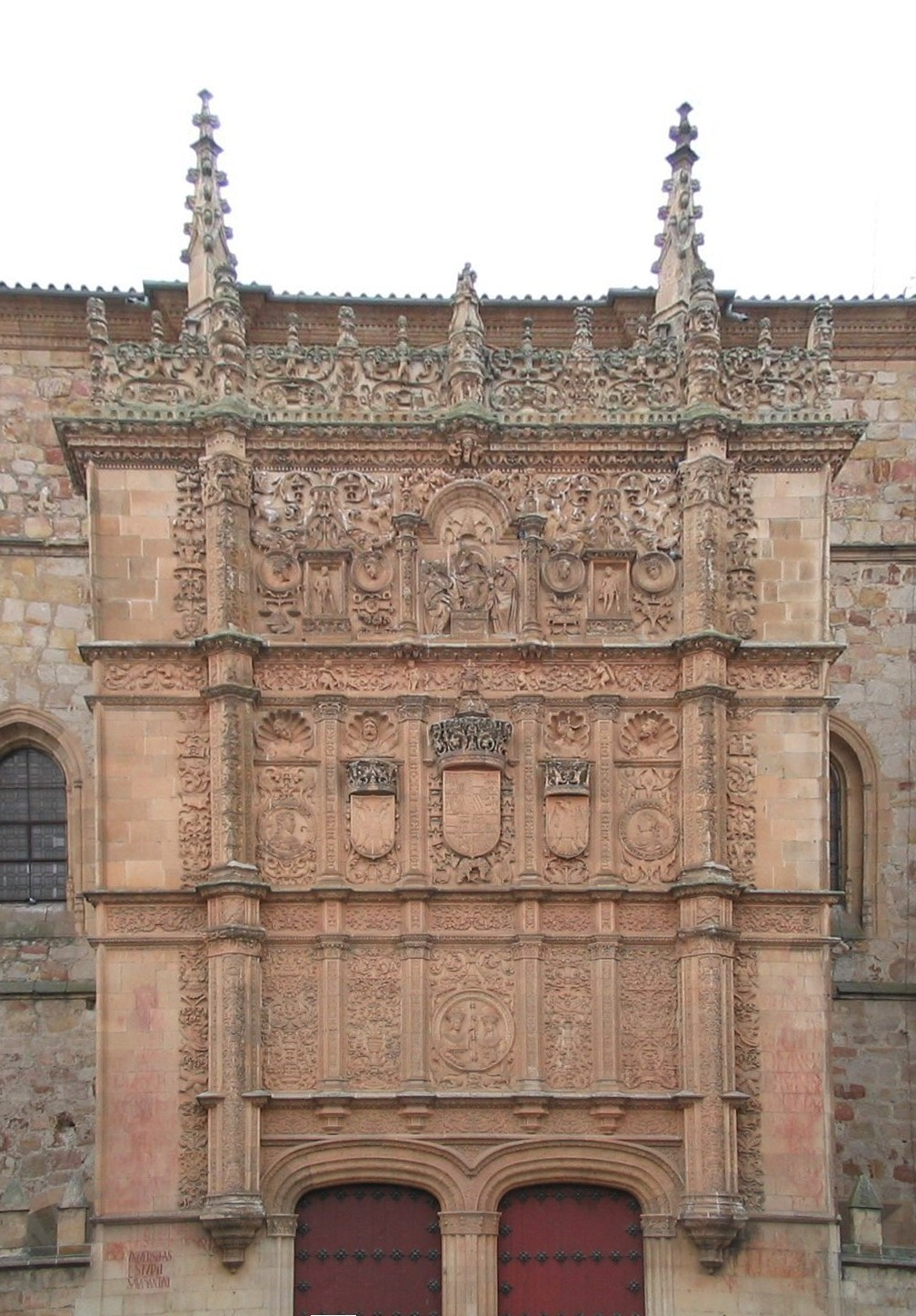
Hlavní portál univerzity v Salamance

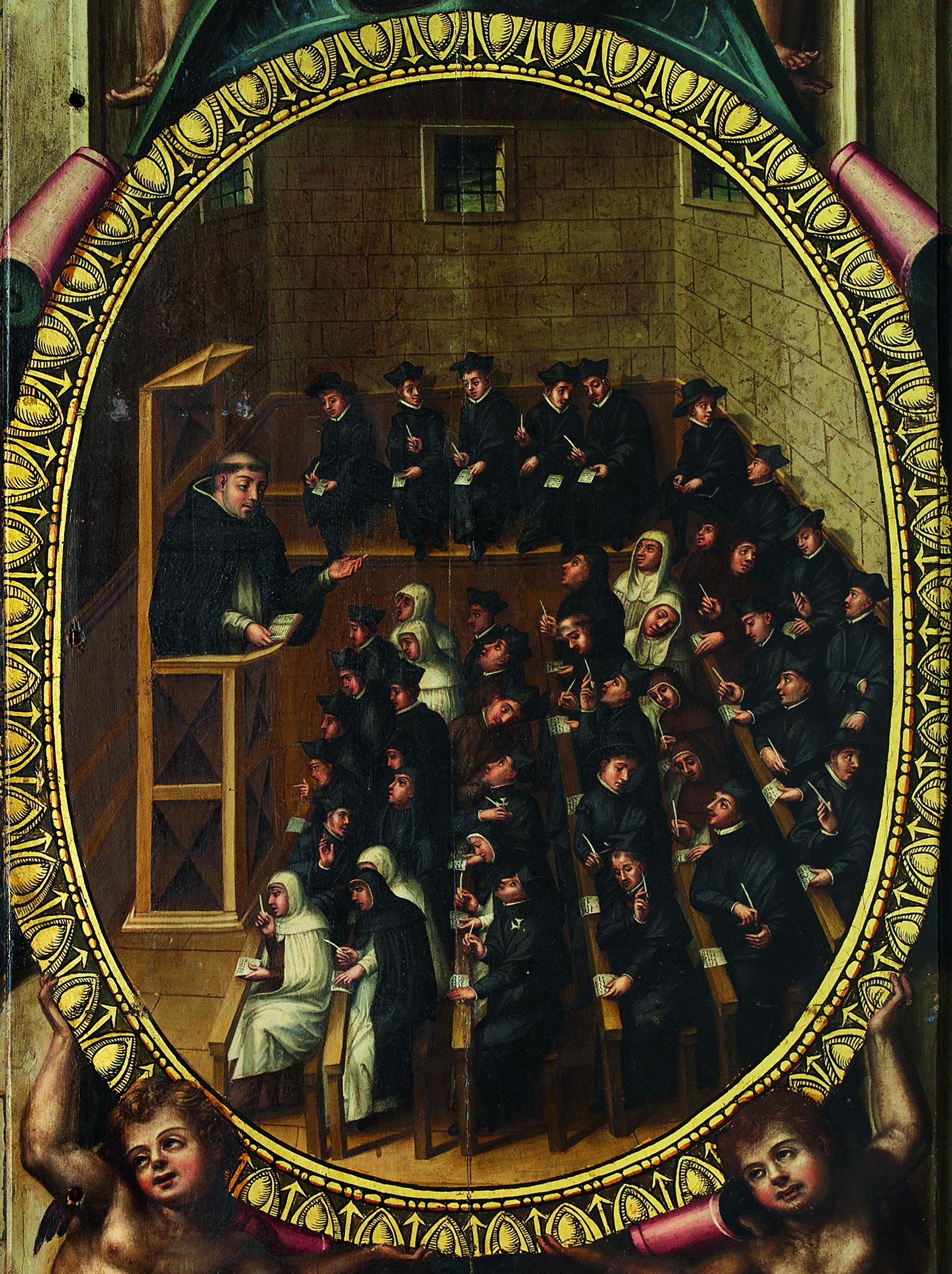
Přednáška na univerzitě v Salamance, počátek 17. století

Salamanská škola (španělsky Escuela de Salamanca) označuje španělskou filosofickou a teologickou školu 16. století, která navázala na vrcholnou scholastiku Tomáše Akvinského a rozvíjela ji ve změněných poměrech raného novověku. Věnovala velkou pozornost otázkám právní, politické a ekonomické teorie, a to i ve vztahu k mimoevropským národům. Založil ji španělský dominikán Francisco de Vitoria (1483–1546) na univerzitě v Salamance. Salamanská škola a její pokračovatelé se někdy označují jako druhá scholastika, třebaže tento pojem je širší a zahrnuje i mnoho post-středověkých myslitelů, kteří nejsou přímo spjati se Salamankou a navazují i na jiné vrcholně scholastické autory jako je Duns Scotus. Její univerzalismus a některé myšlenky v oblasti práva a ekonomie se těší velké pozornosti i dnes a mnozí ji považují za předchůdce Rakouské školy.

## Vznik
Za 250 let od smrti Tomáše Akvinského se evropská společnost výrazně změnila. Feudální společnost nahradily suverénní národní státy s významným postavením měst a začínajícím absolutismem. Pro svobodné obyvatele měst se právo i politika staly profánní záležitostí, o níž je třeba přemýšlet. Humanismus a renesance posílily zájem o lidské věci a reformace otřásla autoritou církve. Evropané objevili a začali kolonizovat Nový svět, 1522 obeplul Fernão de Magalhães zeměkouli. Setkání s mimoevropskými kulturami a lidmi oživilo otázku, co dělá člověka člověkem. Je „divoch“ také člověk s duší, anebo jen „oživený nástroj“ jako antický otrok? Salamanská škola důrazně hájila univerzalistický názor o rovnosti všech lidí před Bohem a její autoři také vystupovali na obranu „domorodců“ i proti svým panovníkům. Na jejich myšlenky a argumenty navázalo jak mezinárodní právo, tak myšlenka obecných lidských práv (Jean Bodin, Hugo Grotius, Samuel Puffendorf).

## Témata
Otázkám lidské společnosti, moci, politiky, práva a hospodářství se sice věnovala už středověká scholastika, ale jen mimochodem a v pevném rámci křesťanské teologie. Autoři Salamanské školy navázali na starší úvahy o spravedlivé vládě, moci a právu, začali o nich ale uvažovat v těchto nových podmínkách. Znovu oživili myšlenky přirozeného zákona a práva, legitimity panovníka a podmínek spravedlivé války, nechtěli je ale řešit jen odvoláním na autority Bible a starověkých myslitelů. Začali více studovat povahu obchodu a trhu, ceny a peněz, a to z hlediska svobodného člověka. Nově pochopili význam směny i úvěru a úroku a popsali základní mechanismy trhu. Cena sice závisí na vzácnosti a žádoucnosti věcí, vzniká ale teprve při setkání nabídky a poptávky na trhu. Kdykoli lidé dobrovolně a bez podvodů směňují, dávají tím najevo, že je to pro obě strany výhodné. Úvěr je součást podnikání a úrok jako podíl věřitele na prospěchu dlužníka není nutně nemravný. I hodnota peněz závisí na jejich vzácnosti a i směnný kurz se určuje nabídkou a poptávkou.

## Význam
Systém Druhé scholastiky převzaly a rozvíjely jak dominikánské, tak jezuitské školy, vyučoval se v různých obměnách na mnoha evropských univerzitách i v protestantských zemích až do poloviny 18. století, někde ještě déle. Zanikl pod vlivem osvícenství a jeho spisy se přestaly studovat. Myšlenky Druhé scholastiky znovu objevili někteří teoretici ekonomie a práva počátkem 20. století (Josef Alois Schumpeter, Friedrich August von Hayek aj.) a od té doby je předmětem soustavného studia.

## Ekonomie

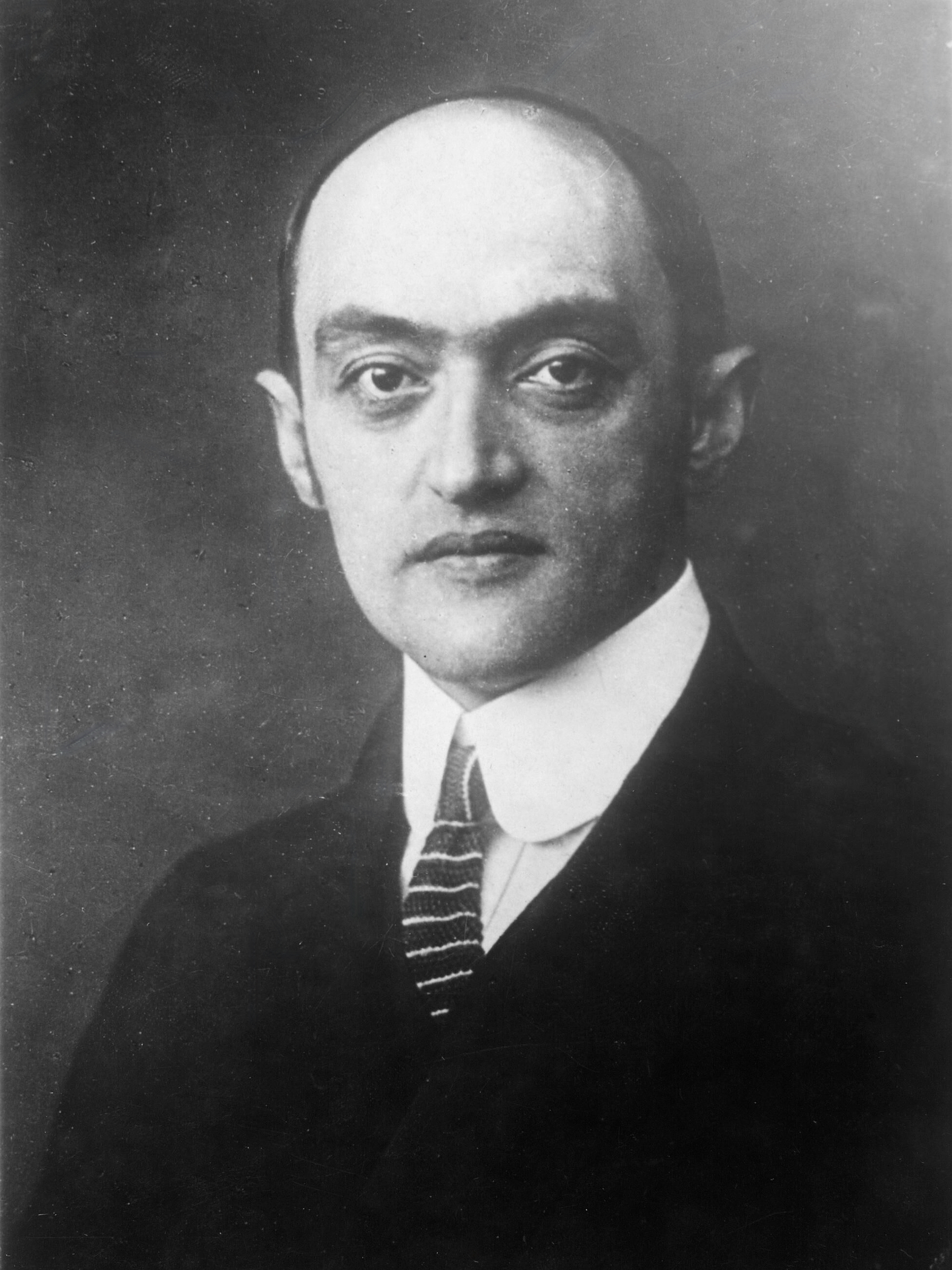
Joseph Schumpeter

Za zájem, který dnes Salamanská škola prožívá, vděčí svým poznatkům z oblasti ekonomie. O finální zavedení Salamanské ekonomické školy se zasloužil Joseph Schumpeter ve svém díle Historie ekonomické analýzy (1954), i když mnoho ekonomických historiků použilo tento název před ním. Schumpeter studoval obecnou i španělskou scholastickou doktrínu a uznal vysokou úroveň ekonomické vědy ve Španělsku 16. století. Považuje tuto skupinu filozofů dokonce za zakladatele ekonomické vědy. Salamanská škola nevypracovala kompletní ekonomickou doktrínu, ale ustanovila první moderní ekonomické teorie pro vypořádání se s nově vznikajícími problémy. Na konci 17. století však nenašla další pokračovatele a mnohé její objevy zůstaly zapomenuté a bylo nutné je znovu objevit. I když není doložen přímý vliv, Salamanská škola se často porovnává s Rakouskou školou.

### Předchůdci
V roce 1517 Francisco de Vitoria, tou dobou působící na Sorboně, byl dotázán španělskými obchodníky z Antverp ohledně morální legitimity provozovat obchod k obohacení se. Z dnešního pohledu se jednalo o diskuzi o legitimitě podnikatelského ducha. V následujících letech se tedy Vitoria a další teologové věnovali otázkám ekonomickým. Zanechali zastaralých postulátů a pokusili se je nahradit novými principy odvozenými od přirozeného řádu. Přirozený řád se zakládá na volném pohybu osob, zboží a myšlenek takovým způsobem, aby se lidé mezi sebou poznávali a navazovali spolu bratrské vztahy. To zapříčinilo, že obchodníci přestali být považováni za zavrženíhodné a stali se zprostředkovateli služby, která byla potřebná pro veřejné blaho.

### Osobní vlastnictví
Osobní vlastnictví s rozmachem žebravých řádů v 13. století nabyla na významu askeze, která kladla stále větší důraz na oproštění se od materiálních statků, pocit bratrství a sounáležitosti a vystupovala proti soustřeďování bohatství v církvi. Žebravé řády považovaly osobní vlastnictví za nemorální. Naproti tomu dominikáni, v čele s Tomášem Akvinským, zastávali názor, že osobní vlastnictví je ve své podstatě neutrální z hlediska morálního řádu, i když i dominikáni byli řádem žebravým.

Členové Salamanské školy se shodovali v tom, že osobní vlastnictví je přínosné pro stimulaci ekonomické aktivity a tím pádem i veřejného dobra. Diego de Covarrubias (1512–1577) měl za to, že vlastníci nemají pouze nárok na vlastnictví zboží, ale také, což už je moderním znakem, mají výlučné právo na užitek, který zbožím mohou získat. I za předpokladu, že by mohl obohatit společnost. Toto ovšem neplatí pro chvíle opravdové potřeby, kdy jsou všechny statky společnými.

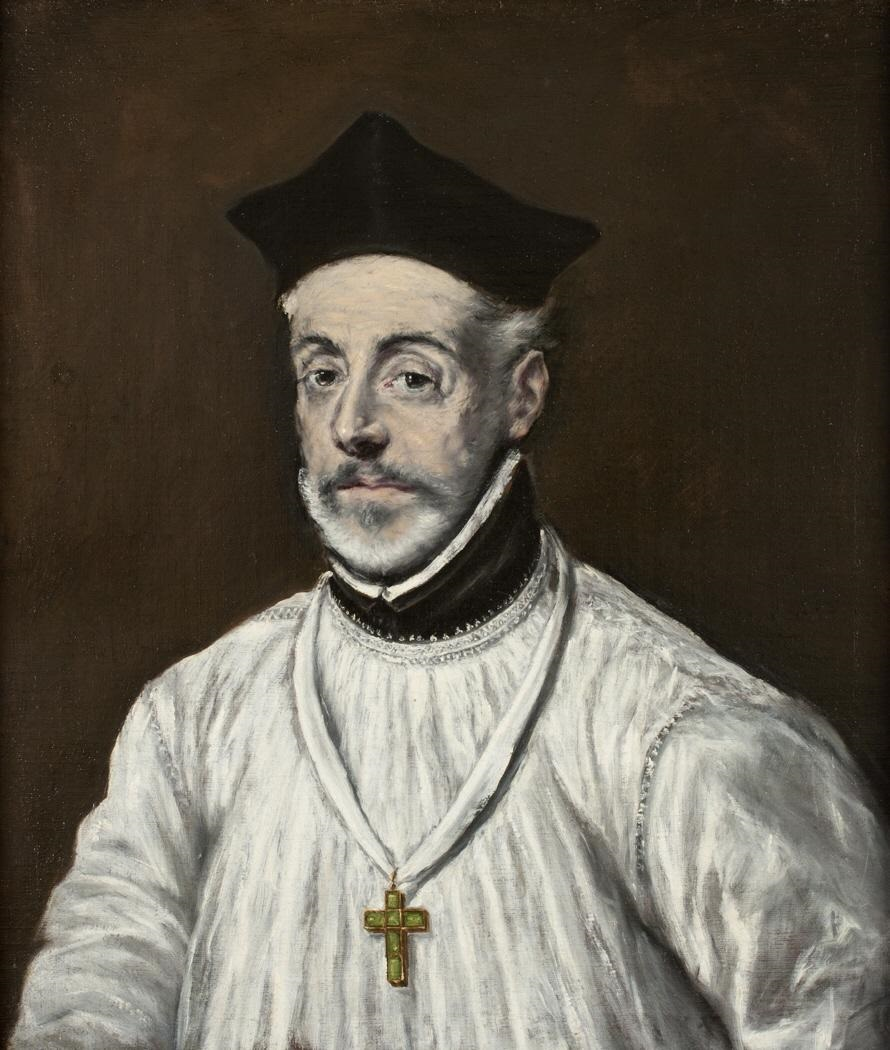
Diego de Covarrubias

Luis de Molina (1535–1600) považoval osobní vlastnictví za věc s pozitivními praktickými dopady, jelikož správa majetku a péče o něj je lépe vykonávána ve vlastnictví soukromém než ve společném vlastnictví.

### Peníze, hodnota a cena
Nejkomplexnější a nejmetodičtější teorie hodnoty podali Martín de Azpilicueta (1493–1586), Luis de Alcalá (1490–1549) a Luis de Molina. Martín de Azpilicueta, zaujatý drahými kovy, které byly přiváženy z Ameriky, popsal fakt, že drahé kovy mají v zemích, kde je jich dostatek, nižší hodnotu než v zemích, kam se dovážejí. Hodnota drahých kovů i ostatních komodit se snižuje v závislosti na jejich množství. Rozvinul tedy teorii hodnoty a nedostatku, která předcházela kvantitativní teorii peněz, v díle Manual de confesores y penitentes (1556) a jeho dodatcích Comentario resolutorio de usuras a Comentrio resolutorio de cambios. Tímto dílem předešel a kompletnější formou podal Respuestas a las paradojas de Monsieur de Malestroit (1588) od Jeana Bodina.
Teorie hodnoty, která převažovala do té doby, byla středověká teorie, která brala jako spravedlivou cenu výrobní cenu. Františkán Luis de Alcalá spolu s Diegem de Covarrubias a Luisem de Molina rozvinuli teorii subjektivní hodnoty a ceny, která se odvíjí od užitku, který přináší jednotlivým lidem. Cena tedy je výsledkem oboustranné dohody realizované v rámci volného obchodu (bez monopolu, podvodů, nebo vládních intervencí). Převedeno do dnešní doby, položili základy zákona nabídky a poptávky.
K tomu v roce 1544 napsal Luis Saravia de la Calle:
„Ti, kteří vyměřují cenu práce náklady a riziky vzniklými osobami, které zboží zpracovávají nebo zprostředkovávají, nebo náklady spojenými s přepravou a cestováním, nebo tím, co je nutné zaplatit jednotlivým dodavatelům za jejich výrobu, rizika a práci, se ve svých výpočtech pletou… Dobře stanovená cena vyplývá z dostupnosti a množství zboží, obchodníků a peněz, ne z nákladů, práce a rizik. Proč by měl být svazek lněného prádla přenesen z Bretaně s velkými náklady, které jsou dražší než ty, které se přepraví lacino po moři. Proč by kniha napsaná rukou měla být dražší oproti té co je tištěna, když později je mnohem lepší i když její výroba byla levnější… Jednoduchá cena není definována počítáním nákladů, ale společným odhadem“.
Avšak škola jenom zřídka dodržovala tuto myšlenku systematicky a jak napsal Friedrich Hayek : ,,Nikdy není třeba si uvědomit, že to co je důležité, není jen vztah člověka k určité věci nebo třídě věcí, ale pozice té věci v schématu, kde se člověk rozhodne přidělit přítomné zdroje mezi různé snahy.

### Zájem
Lichva byla vždy církví odsuzována. Druhý lateránský koncil (1139) stanovil, že úrok nemůže být vyšší než zapůjčená suma. Viennský koncil (1307) přímo zakázal lichvu a odsoudil jako kacířskou každou legislativu, která ji tolerovala. A první scholastici neschvalovali výdělek lichvou. Ve středověké ekonomii byly půjčky důsledkem potřeby (neúroda, požár) a za takových podmínek nemohlo být morálně správné vydělávat na půjčce. Renesance ovšem přináší volnější pohyb osob a nárůst obchodu, což znamená lepší podmínky pro podnikatele, kteří mohli zakládat nové a lukrativní podniky. Půjčky tak začínají sloužit nejen k vlastnímu zajištění, ale i jako investice do produkce a jako takové se na ně výrazně změnil pohled. Salamanská škola našla rozličné případy, které ospravedlňovaly půjčku s úrokem. Zaprvé, jak už bylo výše uvedeno, pokud osoba, která si obnos vypůjčila, díky němu zvýšila svůj užitek. Na druhou stranu se ovšem chápat jako odměna za riziko, které dlužník podstoupil, když investoval půjčené peníze. Také existovala otázka nákladů obětovaných příležitosti, jelikož dlužník přišel o možnost využít peněz jinak. Poslední novátorský pohled bylo chápání peněz jako zboží, z něhož je možné získat užitek.
Martín de Azpilcueta vzal v potaz i vliv času. Za předpokladu stejných podmínek je výhodnější získat sumu nyní než někdy v budoucnu. Aby odložení získání sumy bylo atraktivní, je potřebné ji zvýšit. V tomto případě tedy zisk znamená platbu za čas.
Téma peněz a úroku rozvedli také Bartolomé de Medina a Mancio de Corpus Christi (známý jako mistr Mancius) ve svém Tratado sobre la usura y los cambios.

## Hlavní představitelé
Salamanská škola se někdy rozděluje na dvě větve, podle univerzit v Salamance a v portugalské Coimbře.
Ze Salamanské univerzity, teologové a filosofové
- Francisco de Vitoria (1492–1546), dominikán
- Domingo de Soto (1494–1560), dominikán
- Alfonso de Castro (1495–1558), františkán
- Melchor Cano (1509–1560), dominikán
- Tomás de Mercado (1525–1575)
- Bartolomé de Medina (1527–1581)
- Francisco Suárez (1548–1617), jezuita

Právníci
- Martin de Azpilcueta (1491–1586)
- Gabriel Vázquez (1549–1604)
- Diego de Covarrubias y Leyva (1512–1577)
- Fernando Vázquez de Menchaca (1512–1569)

Z univerzity v Coimbře (jezuité)
- Luis de Molina (1535–1600)
- Francisco Suárez (1548–1617)
- Giovanni Botero (1544–1617)
- Pedro da Fonseca (1528–1599)

Další významní představitelé Druhé scholastiky
- Robert Bellarmino (1542–1621)
- Pedro Hurtado de Mendoza (1578–1641)
- Rodrigo de Arriaga (1592–1667)
- Jan Caramuel z Lobkovic (1606–1682)

### Primární literatura
- Jeronimo Castillo de Bovadilla: Política para corregidores (1585). Instituto de Estudios de Administración Local, Madrid 1978 (Faksimile).
- Juan de Lugo: Disputationes de iustitia et iure. Sumptibus Petri Prost, Lyon 1642.
- Juan de Mariana: De monetae mutatione. 1605.
- Jesús Santos del Cerro, El pensamiento económico de la Escuela de Salamanca.
- Alves, André Azevedo. The Salamanca School (Major Conservative and Libertarian Thinkers), edited by John Meadowcroft, Continuum International Publishing, 2010

### Sekundární literatura
- Grice-Hutchinson, Marjorie, Economic Thought in Spain: Selected Essays of Marjorie Grice-Hutchinson. Edward Elgar Publishing, 1952, ISBN 978-1-85278-868-1.
- Grice-Hutchinson, Marjorie, The school of Salamanca: Readings in Spanish monetary theory, 1544–1605. Clarendon Press, 1952.
- Raymund de Roover, Scholastic economics. Survival und lasting influence from the Sixteenth Century to Adam Smith. In: Quarterly Journal of Economics. LXIX, Mai 1955, S. 161–190.
- Michael Novak, The Catholic Ethic and the Spirit of Capitalism. The Free Press, 1993, ISBN 978-0-02-923235-4.
- Grice-Hutchinson, Marjorie, Early Economic Thought in Spain, 1978.